# Ivan Muzarić
Ivan Muzarić O.P. (Mužarić, Mazarek, Muzarech, Musdrach; Trebinje, ? – ?) bio je prelat Katoličke Crkve koji je služio kao biskup trebinjsko-mrkanski od 1417. do najkasnije 1425.

## Životopis
Rodom je iz plemićke trebinjske obitelji. Pripadao je Dominikanskom redu te je bio član dubrovačkog samostana sv. Dominika. Bio je doktor teologije. Nakon smrti biskupa Jakova Norvegija, papa Martin V., imenuje ga, 17. prosinca 1417., biskupom trebinjsko-mrkanskim.
Vojvoda Sandalj Hranić, s kojim je njegova obitelj bila u rodbinskim vezama, prodao je Dubrovniku svoj dio Konavala. Godine 1433. Dubrovčani su dobili i drugu polovicu. Time je Trebinjsko-mrkanska biskupija bila znatno teritorijalno oštećena. Dubrovačko Veliko vijeće željelo je ublažiti taj gubitak te su, velikom većinom glasova, darovali otok Molunat Trebinjsko-mrkanskoj biskupiji. Time je dubrovački Senat dobio pravo imenovanja Trebinjskih biskupa.

### Knjige
- Krasić, Stjepan. 2023. Dubrovački dominikanci i Trebinjsko-mrkanska biskupija.   Puljić, Ivica; Marić, Marinko (ur.). Trebinjsko-mrkanska biskupija: Zbornik radova povodom obilježavanja 1000. obljetnice prvoga pisanog spomena Trebinjske biskupije i 700. obljetnice prvoga pisanog spomena Mrkanske biskupije. Trebinjsko-mrkanska biskupija. Mostar. str. 437–469
- Perić, Ratko. 2020. Kronotaksa trebinjsko-mrkanskih biskupa s nekim prijepornim pitanjima.   Krešić, Milenko (ur.). Trebinjsko-mrkanska biskupija za vrijeme posljednjeg biskupa ordinarija Nikole Ferića (1792.-1819.) i nakon njega. Teološko-katehetski institut u Mostaru. Mostar. str. 9–33
- Puljić, Ivica. 1988. Prva stoljeća Trebinjske biskupije.   Puljić, Ivica (ur.). Tisuću godina Trebinjske biskupije. Vhbosanska visoka teološka škola. Sarajevo. str. 47–83

### Mrežna sjedišta
- Bishop Joannes Masdrach, O.P. †. catholic-hierarchy.org (engleski). Pristupljeno 22. rujna 2022.

| Titule u Katoličkoj Crkvi  | Titule u Katoličkoj Crkvi          | Titule u Katoličkoj Crkvi    |
| -------------------------- | ---------------------------------- | ---------------------------- |
| prethodnik Jakov Norvegije | Biskup trebinjsko-mrkanski 1417.–? | nasljednik Dominik Grancorve |